# Alberto Uria
Alberto Uria (Montevideo, 1924. július 11. – Montevideo, 1988. december 4.) uruguayi autóversenyző.

## Pályafutása
1955-ben és 1956-ban részt vett hazája világbajnoki Formula–1-es versenyein. Az 55-ös futamon nem ért célba, miután kifogyott autójából az üzemanyag. Az 56-os viadalon honfitársával, Oscar Gonzálezzel közös autóban teljesítette a távot. kettősük hatodikként zárt, tíz körös hátrányban a Luigi Musso és Juan Manuel Fangio alkotta győztes duó mögött.
Pályafutása alatt részt vett több, a világbajnokság kereten kívül rendezett Formula–1-es versenyen is.

## Eredményei

### Teljes Formula–1-es eredménylistája
(Táblázat értelmezése)

(Félkövér: pole-pozícióból indult; dőlt: leggyorsabb kört futott) 

| Év   | Csapat       | Modell              | Motor               | 1      | 2   | 3   | 4   | 5   | 6   | 7   | 8   | Helyezés | Pont |
| ---- | ------------ | ------------------- | ------------------- | ------ | --- | --- | --- | --- | --- | --- | --- | -------- | ---- |
| 1955 | Alberto Uria | Maserati A6GCM/250F | Maserati Straight-6 | ARG Ki | MON | 500 | BEL | NED | GBR | ITA |     | -        | 0    |
| 1956 | Alberto Uria | Maserati A6GCM/250F | Maserati Straight-6 | ARG 6* | MON | 500 | BEL | FRA | GBR | GER | ITA | -        | 0    |

* A távot megosztva teljesítette Oscar Gonzálezzel

## Külső hivatkozások
- Profilja a grandprix.com honlapon (angolul)
- Profilja a statsf1.com honlapon (angolul)